# Большой Магат
Большой Магат — пресноводное озеро в труднодоступной местности на юге Нижнетавдинского района Тюменской области, располагается в 44 км к северо-востоку от Тюмени.
Водоём имеет лопастную форму, длинный и узкий мыс в средней части делит озеро на северную и южную, более крупную, части. Береговая линия извилистая. Зеркало озера расположено на высоте 55,9 метра над уровнем моря. Площадь водной поверхности — 8,36 км². Длина озера составляет около 5,1 км, максимальная ширина — 2,6 км.
Большой Магат на северо-востоке через протоку имеет сток в реку Иска. К северо-востоку лежит озеро Байрак, а к юго-востоку — озеро Бугуш. На севере, на противоположной стороне Иски — озеро Шапкуль. Берега низкие, местами заболоченные, особенно на северо-востоке, где вытекает протока. К южному и западному берегу вплотную подступает смешанный берёзово-сосновый лес. В центральной части два небольших острова. Ближайший населённый пункт — посёлок Кунчур, находящийся в 5,8 км к юго-западу.
В озере в изобилии обитает обыкновенный карась. 